# Saverio Garonzi
Saverio Garonzi (Verona, 15 marzo 1910 – Verona, 25 marzo 1986) è stato un imprenditore e dirigente sportivo italiano.

## Biografia
Garonzi nasce a Verona il 15 marzo 1910. Nel Dopoguerra, dopo aver fatto il carrettiere e il camionista, diventa venditore di autocarri usati, fino a diventare concessionario per la FIAT a Verona.

### Presidente del Verona
A metà degli anni '60 diventa presidente del Verona, dopo un periodo di affiancamento con Bonazzi. Nel 1968, con Liedholm in panchina, riporta il Verona in Serie A dopo 10 anni di assenza. I gialloblù rimangono saldamente nella massima serie per 6 anni consecutivi. Il 20 maggio 1973, ultima giornata di campionato, Il Verona batte il Milan 5 a 3, consegnando lo scudetto alla Juventus. È di questo periodo la costruzione del centro sportivo di Veronello, voluta da Garonzi, che per anni sarà la sede degli allenamenti del Verona.

### La retrocessione per illecito
Al termine della stagione 1973-74 il Verona viene retrocesso in Serie B, a causa di una telefonata tra Garonzi e il calciatore del Napoli (ed ex Verona) Sergio Clerici. Garonzi viene sospeso per tre anni.

### Il sequestro
La sera del 29 gennaio 1975 Garonzi viene rapito davanti alla sua abitazione a Borgo Trento. Trattenuto 5 giorni in una località di montagna, viene rilasciato il 4 febbraio, a Lallio (BG) dopo il pagamento del riscatto di un miliardo.

### Il ritorno in Serie A
Il Verona resta in Serie B per una sola stagione. Nella stagione del ritorno in Serie A il Verona raggiunge la finale di Coppa Italia, dove viene sconfitto per 4-0 dal Napoli. Nelle due stagioni successive il Verona raggiunge due salvezze tranquille.
A Pescara, il 21 gennaio 1979, al termine della partita Napoli-Verona persa per 1 a 0 con un calcio di rigore realizzato da Savoldi, Garonzi entra nello spogliatoio e insulta pesantemente l'arbitro Menicucci, reo a suo dire di aver concesso il rigore. Deferito alla corte disciplinare, presenta le dimissioni da presidente e viene punito dal giudice sportivo con una squalifica di 18 mesi, al quale si aggiunge poi una squalifica analoga della commissione disciplinare, per un totale di 3 anni. Alla fine della stagione mette in vendita il Verona,, nel frattempo retrocesso in Serie B.

### Ultimi anni al Chievo
Nei primi anni '80 Garonzi diventa vicepresidente del Chievo, che milita nel campionato Interregionale. 
Nel 1986 il Chievo è promosso in Serie C2.

### Morte
Il 25 marzo 1986 Garonzi muore cadendo dal tetto di un capannone della sua concessionaria FIAT, dal quale stava superivisionando dei lavori.